# John Baptist Nguyen Huy Bac

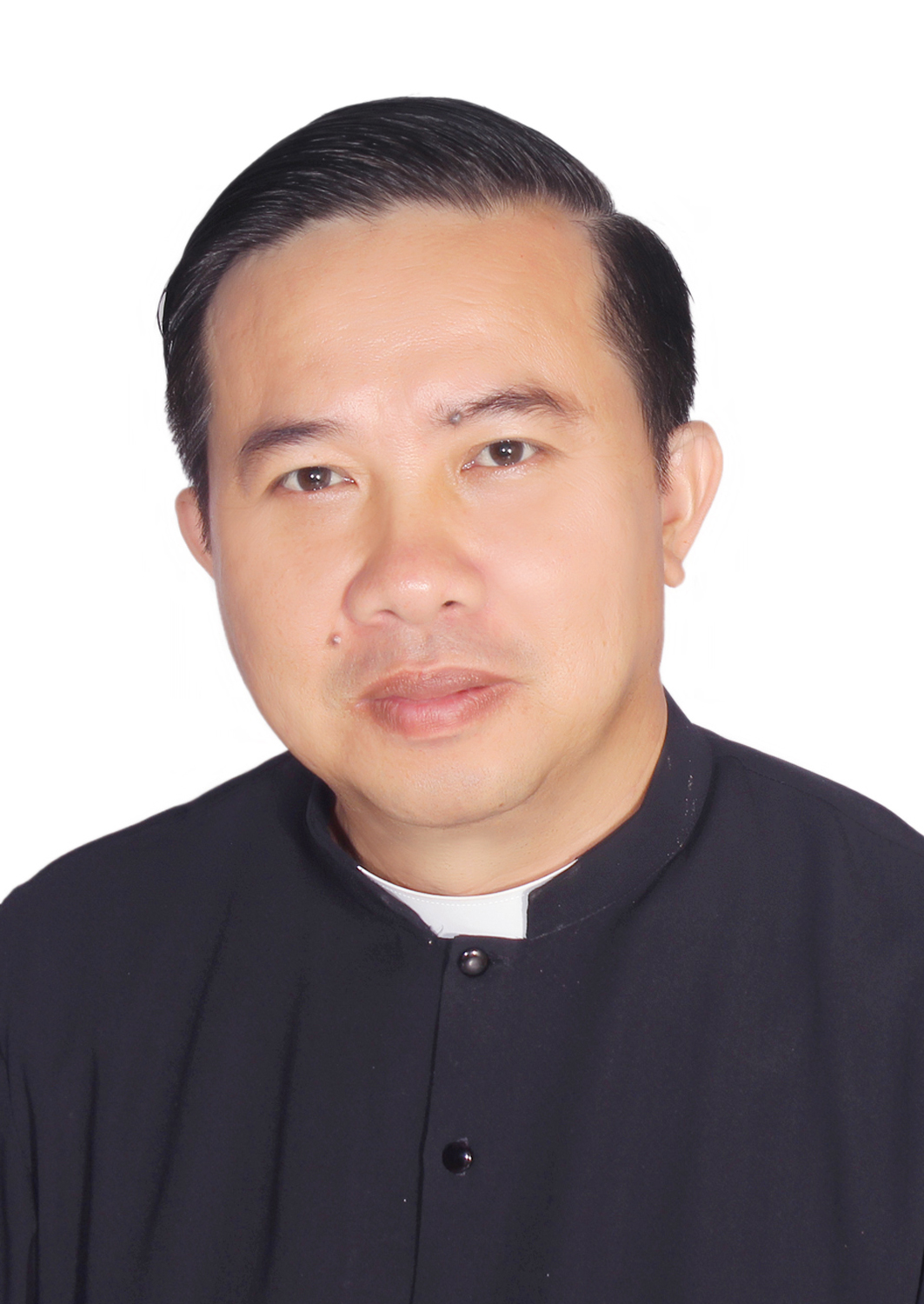
John Baptist Nguyen Huy Bac

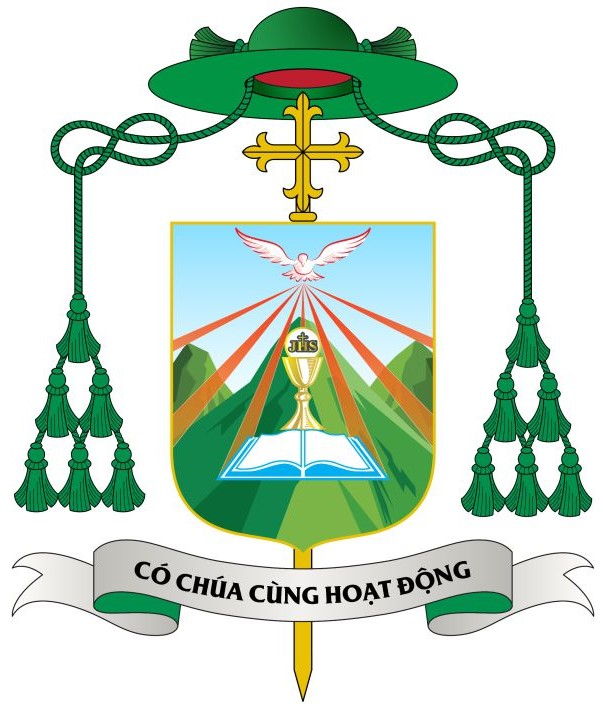
Bischofswappen

John Baptist Nguyen Huy Bac (vietnamesisch: Gioan Baotixita Nguyễn Huy Bắc; * 15. Oktober 1967 in Buôn Ma Thuột) ist ein vietnamesischer römisch-katholischer Geistlicher und Bischof von Ban Mê Thuột.

## Leben
John Baptist Nguyen Huy Bac studierte Philosophie und Theologie am Priesterseminar Stella Maris in Nha Trang. Am 1. März 2000 empfing er durch Bischof Joseph Trịnh Chính Trực das Sakrament der Priesterweihe für das Bistum Ban Mê Thuột.
Nach der Priesterweihe war er zehn Jahre lang in Phuoc Long in der Pfarrseelsorge tätig. Anschließend studierte er bis 2012 an der Päpstlichen und Königlichen Universität des heiligen Thomas von Aquin in Manila und erwarb den Master in Missionswissenschaft. Einen weiteren Mastergrad erwarb er 2014 am Don Bosco Centre of Studies in Manila in Katechetik. Seither war er Direktor des Pastoralzentrums und Präsident der diözesanen Katechismuskommission von Ban Mê Thuột. Ab 2017 war er zudem Präsident der Katechismuskommission der Kirchenprovinz Huế und Vizepräsident der entsprechenden Kommission der vietnamesischen Bischofskonferenz.
Papst Franziskus ernannte ihn am 13. Juli 2024 zum Bischof von Ban Mê Thuột. Sein Amtsvorgänger und Bischof von Hải Phòng, Vincent Nguyên Van Ban, spendete ihm am 22. August desselben Jahres vor dem diözesanen Pastoralzentrum von Ban Mê Thuột die Bischofsweihe. Mitkonsekratoren waren der Bischof von Thanh Hóa, Joseph Nguyễn Đức Cường, und der Bischof von Nha Trang, Joseph Huỳnh Văn Sỹ.